# Flatvær
Flatvær (aus dem Norwegischen übersetzt Flache Inseln; japanisch オングル諸島 Ongul-shotō, Kunrei-System Ongul Syotô) sind eine Gruppe kleiner Inseln vor der Prinz-Harald-Küste des ostantarktischen Königin-Maud-Lands. Sie liegen auf der Ostseite der Einfahrt zur Lützow-Holm-Bucht. Größte Insel der Gruppe ist die Ongul-Insel. Weitere Inseln sind Utholmen, Meholmen, Nesøya, die Teøyane und die Ost-Ongul-Insel.
Norwegische Kartografen, die sie auch deskriptiv benannten, kartierten sie anhand von Luftaufnahmen, die bei der Lars-Christensen-Expedition 1936/37 entstanden.